# Lee-Tzsche (음반)
《Lee-Tzsche》는 가수 이상은의 정규음반 8집이다. 이상은이 영국의 유명 레코드사인 버진(Virgin)-도시바 EMI사와 음반계약을 맺고, 'Lee-Tzsche(리채,リ-チェ)'라는 이름으로 발매한 음반이다. 앨범에 담긴 12곡 중 6곡은 7집에 수록되어 있던 곡을 영어가사로 바꾸고 편곡을 달리해 선보인 것이며, 나머지 새로운 6곡도 모두 영어가사로 되어 있다. 1997년 12월 일본에서 발매되고, 계속된 요청으로 한국에는 2000년도에 뒤늦게 수입되었다. 앨범 타이틀곡 'Actually, Finally' 와 11번트랙 'Release Your Mind'는 영국의 유명 프로듀서 Richard Niles(폴 매카트니, 팻숍 보이즈, 앨라니스 모리셋과 작업)가 편곡을 하였는데, 팝적인 요소가 강해서 오히려 이상은의 색깔을 잘 반영하지 못했다는 평을 받았다. 그래서인지 'Actually, Finally'는 악기사용의 절제와 차분한 목소리 톤으로 편곡(다케다 하지무)되었던 오리지널 버전으로 후에 옴니버스앨범인 '도시락특공대 2집' 과 'Lee-tzsche 1991-1999 베스트앨범'에 다시 수록되었다. 

## 수록곡
전체 작사·작곡: Lee-Tzsche (이상은)
| #            | 제목                    | 재생 시간 |
| ------------ | ----------------------- | --------- |
| 1.           | 〈Actually, Finally〉   | 3:26      |
| 2.           | 〈House〉               | 3:53      |
| 3.           | 〈A Try-On〉            | 4:04      |
| 4.           | 〈Desert〉              | 5:09      |
| 5.           | 〈Lonely Loony Lounge〉 | 4:11      |
| 6.           | 〈Super Eraser Medium〉 | 4:25      |
| 7.           | 〈Simple Like People〉  | 3:59      |
| 8.           | 〈Boiled Egg〉          | 3:59      |
| 9.           | 〈Eternity〉            | 4:37      |
| 10.          | 〈Broken Pearl〉        | 4:06      |
| 11.          | 〈Release Your Mind〉   | 3:45      |
| 12.          | 〈Breeze〉              | 5:48      |
| 총 재생 시간 | 총 재생 시간            | 51:22     |

## 관련 자료
- 'Actually, Finally' 뮤직비디오